# Приморский радиотелецентр РТРС
Приморский краевой радиотелевизионный передающий центр (филиал РТРС «Приморский КРТПЦ») — подразделение Российской телевизионной и радиовещательной сети (РТРС), основной оператор цифрового эфирного и аналогового эфирного теле- и радиовещания в Приморском крае, единственный исполнитель мероприятий по строительству цифровой эфирной телесети в регионе в соответствии с федеральной целевой программой «Развитие телерадиовещания в Российской Федерации на 2009—2018 годы». Филиал обеспечивает 98,74 % населения Приморского края 20 бесплатными цифровыми эфирными телеканалами в стандарте DVB-T2: «Первый канал», «Россия-1», «Матч ТВ», НТВ, «Пятый канал», «Россия К», «Россия 24», «Карусель», «Общественное телевидение России», «ТВ Центр», «Рен-ТВ», «Спас», СТС, «Домашний», «ТВ-3», «Пятница», «Звезда», «Мир», ТНТ, «Муз-ТВ» и тремя радиостанциями: «Радио России», «Маяк» и «Вести ФМ».

## История
История владивостокского телерадиовещания берёт начало в 1924 году. Тогда во Владивостоке на базе любительских радиокружков было создано губернское добровольное общество «Пролетрадио».
23 декабря 1925 года во Владивостоке было закончено строительство первой радиовещательной станции (седьмой в Советской России) мощностью 1,5 кВт. Она стала первой в стране, построенной силами общественности и радиолюбителей.
Первую радиопередачу слушали в Токио и Харбине, в Чите и Иркутске.
1 января 1926 года в Приморье начали выходить в эфир регулярные радиопередачи (три раза в неделю). А уже в феврале 1926 года начались пробные трансляции передач из Москвы.
В сентябре 1928 года был создан Владивостокский радиовещательный центр, на который возложены задачи по организации радиосвязи в Приморском крае, с Москвой и другими стратегически важными населенными пунктами Советского Союза. Начальником радиоцентра и ответственным редактором был назначен Волгин П. К..
В 1930 году во Владивостоке была создана радиотрансляционная сеть. Ретрансляционные узлы открылись в Уссурийске, Артеме, Спасске и в других районах Приморья.
11 января 1955 года в соответствии с приказом Министра связи СССР № 21 был создан Приморский краевой радиоцентр, на который возложено руководство радиосвязью и радиовещанием края.
28 июля 1955 года считается днем рождения Приморского телевидения. Первую телевизионную передачу жители г. Владивостока могли посмотреть с 19:00 до 22:00 в кинотеатре «Уссури».
23 апреля 1965 года на космическую орбиту был запущен искусственный спутник «Молния-1». Именно тогда состоялась первая пробная трансляция «Москва — Космос — Владивосток» — эту дату принято считать началом космического телевидения в нашей стране.
1 января 1972 года была введена в эксплуатацию земная станция спутниковой связи «Орбита», благодаря которой жители Дальнего Востока смогли регулярно смотреть столичные программы.
18 апреля 1976 года начались трансляции цветных телепередач.
13 августа 2001 года вышел Указ Президента Российской Федерации № 1031 «О создании федерального государственного унитарного предприятия „Российская телевизионная и радиовещательная сеть“».
1 апреля 2003 года была прекращена производственная деятельность Владивостокского радиоцентра, его функции переданы филиалу РТРС «Приморский КРТПЦ».

## Деятельность
В рамках Федеральной целевой программы «Развитие телерадиовещания в Российской Федерации на 2009—2018 годы» приморский филиал РТРС начал масштабное строительство сети цифрового эфирного телевизионного вещания. Приморский край вошел в первую очередь строительства, а приморский филиал РТРС фактически стал флагманом цифровизации в России.
5 ноября 2010 года началось тестовое вещание первого мультиплекса цифрового эфирного телевидения с телебашни во Владивостоке.
К концу 2011 года 95 % населения Приморского края было охвачено цифровым вещанием в стандарте DVB-T. Трансляция осуществлялась с 146 ретрансляторов.
В феврале 2014 года начались работы по строительству сети второго мультиплекса цифрового эфирного телевидения. И уже 19 марта в тестовом режиме вышел в эфир первый объект сети второго мультиплекса в Артеме.
1 августа 2014 года сотрудники приморского филиала РТРС приступили к работам по переходу на новый стандарт цифрового вещания DVB-T2. Для этого на каждом ретрансляторе было заменено передающее оборудование.
1 сентября 2017 года приморский филиал РТРС и ГТРК «Владивосток» запустили трансляцию региональных программ в эфире телеканалов «Россия 1», «Россия 24» и радиостанции «Радио России» во Владивостоке. 1 октября 2017 года все работы по регионализации были завершены, вся сеть цифрового вещания транслировала программы ГТРК «Владивосток» в виде вставок в федеральный эфир.
11 декабря 2018 года были запущены все передатчики второго мультиплекса. 20 цифровых эфирных телеканалов и три радиостанции стали доступны 98,74 % жителей Приморья.
3 июня 2019 года Приморский край полностью перешел на цифровое телевещание, аналоговые передатчики были отключены. В регионе продолжают аналоговую трансляцию телеканалы «Суббота!», «Ю-ТВ», Канал Disney, «СТС LOVE», «Телемикс», ТНТ4.
29 ноября 2019 года началась трансляция регионального канала «ОТВ-Прим» в сетке вещания телеканала ОТР.
28 октября 2021 года завершилась совместная масштабная программа ВГТРК и РТРС по расширению сети вещания  радиостанций «Радио России», «Маяк» и «Вести ФМ» в Приморском крае. Данный проект сделал эфирное FM-радио доступным для большинства жителей Приморья.

## Организация вещания
РТРС транслирует в Приморском крае:
- 20 телеканалов и 3 радиостанции в цифровом формате;
- 4 телеканала и 11 радиоканалов в аналоговом формате.

Инфраструктура эфирного телерадиовещания приморского филиала РТРС включает:
- краевой радиотелецентр;
- шесть производственных подразделений;
- центр формирования мультиплексов;
- 152 передающие станции;
- 155 антенно-мачтовых сооружений;
- 187 приемных земных спутниковых станций;
- восемь радиорелейных станций;
- 202,057 км радиорелейных линий связи[36].

## Социальная ответственность
Первичная профсоюзная организация начала функционировать одновременно с созданием предприятия в 1928 году.
Приморский филиал РТРС не раз становился победителем конкурса Федерации профсоюзов Приморского края «Социальное партнерство» среди предприятий бюджетной сферы.

### Коллективный договор
9 марта 2020 года заключен коллективный договор РТРС на 2020—2023 годы. В новом коллективном договоре РТРС сохранены действующие социальные льготы и гарантии для работников, в том числе более 30 социальных льгот сверх предусмотренных Трудовым кодексом РФ.

### Образование
Приморский филиал РТРС сотрудничает с профильными вузами и колледжами — Дальневосточным федеральным университетом, Санкт-Петербургским государственным университетом телекоммуникаций имени профессора М. А. Бонч-Бруевича, Сибирским государственным университетом телекоммуникаций и информатики. Технических специалистов в регионе готовит Дальневосточный федеральный университет.

## Награды
Более 20 действующих сотрудников филиала РТРС «Приморский КРТПЦ» отмечены почётными званиями, ведомственными наградами, благодарностями и почётными грамотами. Семи сотрудникам присвоено почетное звание «Мастер связи», девять специалистов имеют нагрудный знак «Почетный радист». Почетной грамотой РТРС награждены 27 действующих сотрудников филиала.
В 2020 году указом Президента России директору приморского филиала РТРС Алексею Грабкову присвоено почетное звание «Заслуженный работник связи и информации Российской Федерации».